# Yasmina Azzizi
 (juin 2022).
Si vous disposez d'ouvrages ou d'articles de référence ou si vous connaissez des sites web de qualité traitant du thème abordé ici, merci de compléter l'article en donnant les références utiles à sa vérifiabilité et en les liant à la section « Notes et références ».
Yasmina Azzizi (puis Kettab), née le 25 février 1966, est une athlète algérienne, spécialiste de l'heptathlon. Elle est plusieurs fois championne d'Afrique. Athlète complète, elle détient des records nationaux dans plusieurs disciplines.

## Biographie
Entre 1988 et 2000 elle remporte 4 titres de championne d'Afrique, dont trois à l'heptathlon et un au javelot (ancien modèle).
Elle obtient la médaille d'or aux Jeux africains de 1987.
Sa meilleure performance est sa 5e place aux Championnats du monde d'athlétisme 1991, où elle bat le record d'Afrique de l'heptathlon avec 6 392 pts,

### Palmarès
| Date | Compétition                    | Lieu       | Résultat | Épreuve          | Performance |
| ---- | ------------------------------ | ---------- | -------- | ---------------- | ----------- |
| 1984 | Championnats panarabes juniors | Casablanca | 1re      | Heptathlon       | 3 269 pts   |
| 1984 | Championnats panarabes juniors | Casablanca | 1re      | 100 m haies      | 15 s 19     |
| 1985 | Championnats d'Afrique         | Le Caire   | 3e       | Heptathlon       | 4 909 pts   |
| 1986 | Championnats maghrébins        | Tunis      | 1re      | Heptathlon       | 5 483 pts   |
| 1986 | Championnats maghrébins        | Tunis      | 1re      | 100 m haies      | 13 s 90     |
| 1987 | Jeux africains                 | Nairobi    | 1re      | Heptathlon       | 5 663 pts   |
| 1987 | Championnats panarabes         | Alger      | 1re      | 100 m haies      | 13 s 82     |
| 1987 | Championnats panarabes         | Alger      | 1re      | Saut en longueur | 5,86 m      |
| 1987 | Championnats panarabes         | Alger      | 1re      | Heptathlon       | 5571 pts    |
| 1988 | Championnats d'Afrique         | Annaba     | 3e       | 100 m haies      | 14 s 08     |
| 1988 | Championnats d'Afrique         | Annaba     | 1re      | Javelot          | 48,82 pts   |
| 1988 | Championnats d'Afrique         | Annaba     | 1re      | Heptathlon       | 5 740 pts   |
| 1988 | Jeux olympiques                | Séoul      | —        | Heptathlon       | DNS         |
| 1989 | Championnats panarabes         | Le Caire   | 1re      | 100 mètres       | 11 s 8      |
| 1989 | Championnats panarabes         | Le Caire   | 1re      | 100 m haies      | 13 s '      |
| 1989 | Championnats panarabes         | Le Caire   | 1re      | Saut en hauteur  | 1,73 m      |
| 1989 | Championnats panarabes         | Le Caire   | 1re      | Javelot          | 51,08 m     |
| 1989 | Championnats panarabes         | Le Caire   | 2e       | Saut en longueur | 5,61 m      |
| 1989 | Championnats d'Afrique         | Lagos      | 3e       | Hauteur          | 1,78 m      |
| 1989 | Championnats d'Afrique         | Lagos      | 3e       | Javelot          | 48,16 pts   |
| 1989 | Championnats d'Afrique         | Lagos      | 1re      | Heptathlon       | 5 957 pts   |
| 1989 | Coupe du monde                 | Barcelone  | 8e       | 100 m Haies      | 13 s 99     |
| 1990 | Championnats maghrébins        | Alger      | 2e       | 100 m haies      | 13 s 9      |
| 1991 | Jeux méditerranéens            | Athènes    | 1re      | Heptathlon       | 6114 pts    |
| 1991 | Championnats du monde          | Tokyo      | 5e       | Heptathlon       | 6 392 pts   |
| 1992 | Jeux olympiques                | Barcelone  | —        | Heptathlon       | DNS         |
| 2000 | Championnats d'Afrique         | Alger      | 1re      | Heptathlon       | 5 837 pts   |
| 2000 | Jeux olympiques                | Sydney     | 17e      | Heptathlon       | 5 896 pts   |

### Records
| Épreuve     | Performance    | Lieu    | Date              |
| ----------- | -------------- | ------- | ----------------- |
| Heptathlon  | 6 392 pts (NR) | Tokyo   | 27 août 1991      |
| 100 m haies | 13 s 02 (NR)   | Brescia | 16 mai 1992       |
| 200 m       | 23 s 38 (NR)   | Brescia | 16 mai 1992       |
| Javelot     | 46,28 m        | Sydney  | 24 septembre 2000 |
| Poids       | 16,16 m (NR)   | Annaba  | 13 juillet 1995   |